# Romuald Marczyński
Romuald W. Marczyński (* 1921 in Skarżysko-Kamienna; † 2000 in Washington, D.C.) war ein polnischer Computerpionier.

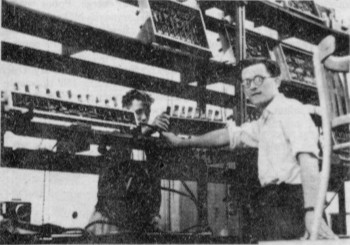
Romuald Marczyński bei der Inbetriebnahme des EMAL (1955)

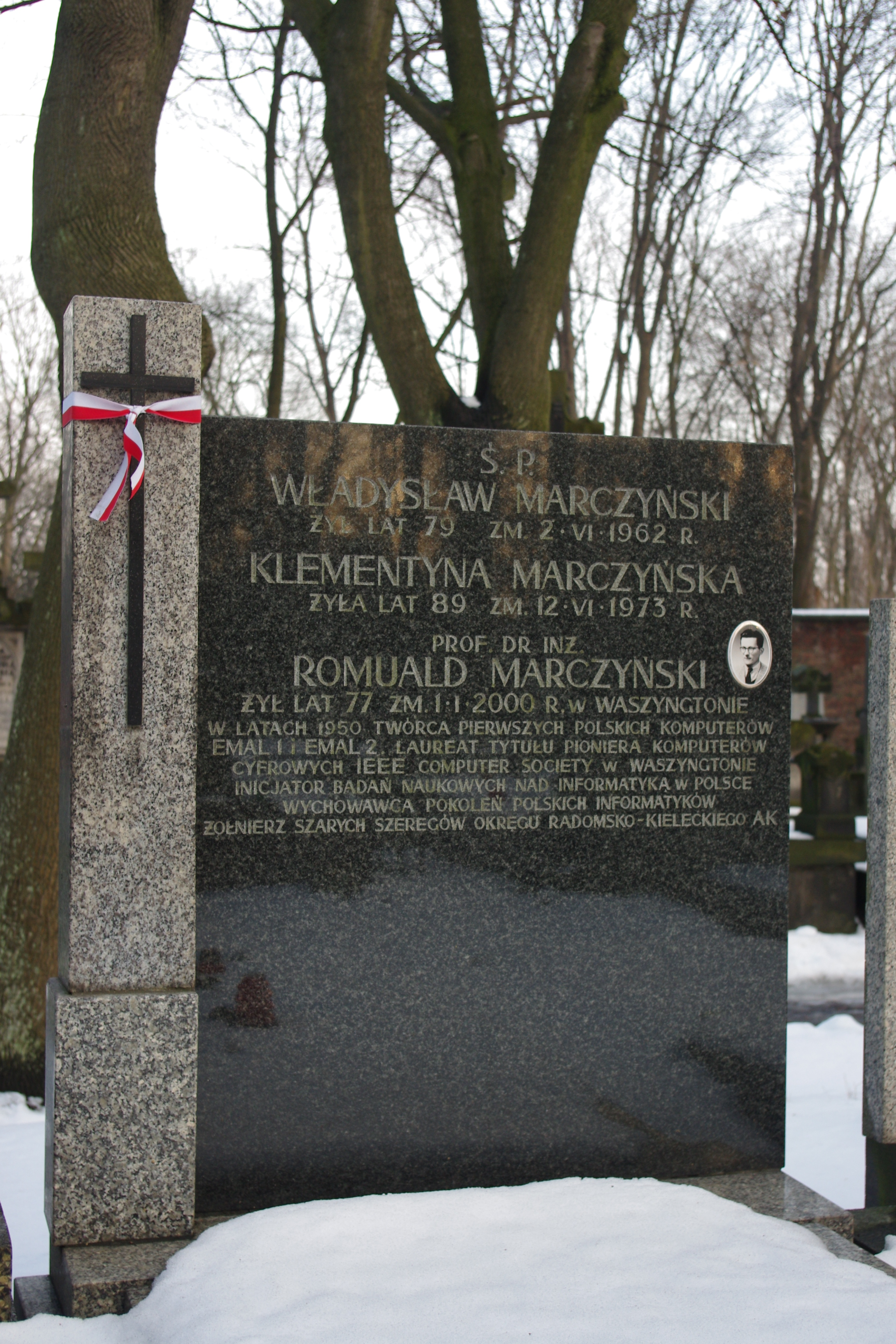
Grab von Marczyński in Warschau

Marczyński studierte ab 1946 Elektrotechnik an der Technischen Universität Warschau und wurde am Institut für Informatik der Polnischen Akademie der Wissenschaften promoviert. Er schloss sich 1949 einer Gruppe von Forschern am Institut für Mathematik der Polnischen Akademie der Wissenschaften an, die frühe Computer entwarf. Er selbst entwickelte Quecksilber-Verzögerungsleitungen als akustische (Ultraschall) Speicher. Sie wurden im ersten polnischen digitalen Computer EMAL von 1955 benutzt, einem Röhrencomputer, den Marczyński entworfen hatte. 
Er war auch am Nachfolger EMAL 2 beteiligt, an den BINET, XYZ und ODRA Computern.
Später befasste er sich mit Forschung zu Computerarchitektur, Mikroprogrammierung und Hardware-Beschreibungssprachen.
Er war Gastwissenschaftler an Universitäten in Deutschland, den Niederlanden, Italien und den USA. 
1996 erhielt er den Computer Pioneer Award. Er ist Träger des Ordens Polonia Restituta.
Er ist Autor mehrerer Bücher und von mehr als 40 wissenschaftlichen Aufsätzen.